# Rugbi platja
Rugbi platja es un esport basat en el rugbi a tretze o a quinze, però té una variant i és que no es fa en terra o en herba artificial, si no que es fa en sorra. No té regulació centralitzada com el futbol platja, però existeixen diverses lligues en Europa, sent especialment popular a Itàlia.

## Regles[1]
- Dimensions del camp.

La mida d'un camp de rugbi platja depèn de la decisió de la lliga. El camp és de 31 metres de llarg per 25 metres d'ample, i les metes són de 3 metres de profunditat. No hi ha pals de la porteria al camp, i les línies estan marcades generalment amb algun tipus de cinta o corda.
- Nombre de jugadors

Es juga amb 5 jugadors de cada equip en el camp alhora. Es permeten fins a 7 reserves. Les substitucions es fan sovint "en la marxa", similar a l'hoquei sobre gel o al futbol sala.
- La pilota

Una pilota de rugbi estàndard és la que s'utilitza, però moltes lligues fan servir una pilota de mida 4 en comptes de mida 5, la mida utilitzada en tots els nivells de rugbi situat al camp. Una pilota de rugbi és de forma ovalada i està feta de panells de cuir sintètic que tenen petits clotets per millorar el maneig.
- Anotació

La majoria de les lligues utilitzen el sistema de puntuació de "últim intent, un punt", ja que no hi ha regles de joc al camp. De tant en tant, un temps extra de mort sobtada es fa servir per resoldre partits empatats al final del temps regular, però no totes les lligues utilitzen aquesta regla.
- Durada

Els partits solen ser de dues meitats de 5 minuts amb un interval de 3 minuts. El temps extra pot ser jugat si la lliga en qüestió ho requereix.